# 2010-es katalán rali
A 2010-es katalán rali volt a 2010-es rali-világbajnokság tizenkettedik futama. Október 22 és 24 között került megrendezésre, 16 gyorsasági szakaszból állt, melyek össztávja 355.3 kilométert tett ki. A versenyen 45 páros indult, ebből 36 ért célba.

## Szakaszok
| Nap             | Szakasz | Rajtidő | Szakasz neve       | Hossz    | Győztes         | Idő     | Átlagsebesség | Versenyben vezető |
| --------------- | ------- | ------- | ------------------ | -------- | --------------- | ------- | ------------- | ----------------- |
| 1. (Október 22) | 1.      | 8:53    | Terra Alta 1       | 35.94 km | Sébastien Loeb  | 24:17.2 | 88.79 km/h    | Sébastien Loeb    |
| 1. (Október 22) | 2.      | 9:51    | La Ribera d'Ebre 1 | 14.97 km | Petter Solberg  | 11:18.3 | 79.45 km/h    | Sébastien Loeb    |
| 1. (Október 22) | 3.      | 10:34   | Les Garrigues 1    | 12.07 km | Sébastien Loeb  | 7:22.9  | 98.11 km/h    | Sébastien Loeb    |
| 1. (Október 22) | 4.      | 14:47   | Terra Alta 2       | 35.94 km | Sébastien Ogier | 23:42.4 | 90.96 km/h    | Sébastien Loeb    |
| 1. (Október 22) | 5.      | 15:45   | La Ribera d'Ebre 2 | 14.97 km | Petter Solberg  | 11:08.3 | 80.64 km/h    | Sébastien Loeb    |
| 1. (Október 22) | 6.      | 16:28   | Les Garrigues 2    | 12.07 km | Sébastien Loeb  | 7:25.8  | 97.47 km/h    | Sébastien Loeb    |
| 2. (Október 23) | 7.      | 9:59    | Santa Marina 1     | 26.51 km | Sébastien Loeb  | 15:40.8 | 101.44 km/h   | Sébastien Loeb    |
| 2. (Október 23) | 8.      | 11:17   | La Mussara 1       | 20.48 km | Sébastien Loeb  | 11:08.7 | 110.26 km/h   | Sébastien Loeb    |
| 2. (Október 23) | 9.      | 12:07   | Riudecanyes 1      | 16.32 km | Sébastien Loeb  | 10:22.7 | 94.35 km/h    | Sébastien Loeb    |
| 2. (Október 23) | 10.     | 14:11   | Santa Marina 2     | 26.51 km | Dani Sordo      | 15:45.3 | 100.96 km/h   | Sébastien Loeb    |
| 2. (Október 23) | 11.     | 15:29   | La Mussara 2       | 20.48 km | Sébastien Loeb  | 11:09.7 | 110.09 km/h   | Sébastien Loeb    |
| 2. (Október 23) | 12.     | 16:34   | Riudecanyes 2      | 16.32 km | Petter Solberg  | 10:22.5 | 94.38 km/h    | Sébastien Loeb    |
| 3. (Október 24) | 13.     | 8:40    | El Priorat 1       | 42.04 km | Dani Sordo      | 23:46.4 | 106.10 km/h   | Sébastien Loeb    |
| 3. (Október 24) | 14.     | 10:09   | La Serra d'Almos 1 | 4.11 km  | Dani Sordo      | 2:34.7  | 95.64 km/h    | Sébastien Loeb    |
| 3. (Október 24) | 15.     | 12:30   | El Priorat 2       | 42.04 km | Dani Sordo      | 23:40.6 | 106.54 km/h   | Sébastien Loeb    |
| 3. (Október 24) | 16.     | 13:59   | La Serra d'Almos 2 | 4.11 km  | Petter Solberg  | 2:35.2  | 95.34 km/h    | Sébastien Loeb    |

## Végeredmény
| Helyezés | Versenyző          | Navigátor          | Autó                  | Idő       | Különbség | Pont |
| -------- | ------------------ | ------------------ | --------------------- | --------- | --------- | ---- |
| 1.       | Sébastien Loeb     | Daniel Elena       | Citroën C4 WRC        | 3:32:59.7 | 0.0       | 25   |
| 2.       | Petter Solberg     | Chris Patterson    | Citroën C4 WRC        | 3:33:35.0 | 35.3      | 18   |
| 3.       | Dani Sordo         | Diego Vallejo      | Citroën C4 WRC        | 3:33:40.8 | 41.1      | 15   |
| 4.       | Jari-Matti Latvala | Miikka Anttila     | Ford Focus RS WRC 09  | 3:34:19.2 | 1:19.5    | 12   |
| 5.       | Mikko Hirvonen     | Jarmo Lehtinen     | Ford Focus RS WRC 09  | 3:39:32.6 | 6:32.9    | 10   |
| 6.       | Matthew Wilson     | Scott Martin       | Ford Focus RS WRC 08  | 3:41:17.3 | 8:17.6    | 8    |
| 7.       | Hálid al-Kászimi   | Michael Orr        | Ford Focus RS WRC 08  | 3:46:05.4 | 13:05.7   | 6    |
| 8.       | Henning Solberg    | Ilka Minor         | Ford Fiesta S2000     | 3:46:10.9 | 13:11.2   | 4    |
| 9.       | Ken Block          | Alex Gelsomino     | Ford Focus RS WRC 08  | 3:49:00.9 | 16:01.2   | 2    |
| 10.      | Sébastien Ogier    | Julien Ingrassia   | Citroën C4 WRC        | 3:50:23.8 | 17:24.1   | 1    |
| JWRC     |                    |                    |                       |           |           |      |
| 1. (12.) | Yeray Lemes        | Rogelio Peňate     | Renault Clio S1600    | 3:55:58.0 | 0.0       | 25   |
| 2. (14.) | Todor Slavov       | Dobromir Filipov   | Renault Clio R3       | 4:01:42.5 | 5:44.5    | 18   |
| 3. (18.) | Hans Weijs, Jr.    | Bjorn Degandt      | Citroën C2 S1600      | 4:06:48.5 | 10:50.5   | 15   |
| 4. (26.) | Aaron Burkart      | André Kachel       | Suzuki Swift S1600    | 4:24:43.1 | 28:45.1   | 12   |
| 5. (27.) | Harry Hunt         | Sebastian Marshall | Ford Fiesta R2        | 4:24:52.4 | 28:54.4   | 10   |
| 6. (28.) | Martin Kangur      | Martin Järveoja    | Honda Civic type-r R3 | 4:26:03.1 | 30:05.1   | 8    |